# 9-та піша дивізія
9-та піша дивізія у Чернігові — військова одиниця Армії УНР, що виникла в результаті українізації 83-ї піхотної дивізії російської армії.

## Створення
До її складу входили 4 полка:
- 33-й (25-й) піший Чернігівський полк
- 34-й (26-й) піший Козелецький полк
- 35-й (27-й) піший Ніжинський полк
- 36-й піший Переяславський полк

Під час наступу більшовиків під керівництвом М. Щорса склад дивізії, який нараховував від 200 до 600 вояків при 16 кулеметах брав участь в обороні Чернігова, проте більшовиків було значно більше.
Тож воїни відступили спочатку до Козельця, а потім до Києва. Пізніше кадри дивізії було влито до складу 2-го Чорноморського полку.

## Командування дивізії
- командир дивізії:
  - 11.04.1918 — 03.12.1918 генерал-майор Стефанович-Стасенко Павло Свиридович
  - 03.12 — 15.12.1918 генерал-хорунжий Іван Даценко
  - з 15.12.1918 полковник Григорій Грудина
- начальник штабу дивізії: 
  - з 15.12.1918 р. сотник Микола Янів